# Maj Sjöwall
Maj Sjöwall, née le 25 septembre 1935 à Stockholm (Suède) et morte le 29 avril 2020 à Landskrona, est une auteure de romans policiers et traductrice suédoise.

## Biographie
Maj Sjöwall est surtout connue pour avoir collaboré avec son partenaire Per Wahlöö à une série de dix romans racontant les exploits de Martin Beck, un détective de la police suédoise.
Le quatrième volet des aventures de Martin Beck, Le Policier qui rit (titre original : Den skrattande polisen) est paru en France en 1971. Avec ce livre, sorti à l'origine en 1968, Maj Sjöwall remporta le prix Edgar-Allan-Poe de la Mystery Writers of America dans la catégorie Meilleur roman. Il fut également adapté au cinéma, en 1973, par Stuart Rosenberg, sous le titre Le Flic ricanant, avec Walter Matthau dans le rôle principal.
Maj Sjöwall eut une relation de treize ans avec l'écrivain Per Wahlöö jusqu'à ce qu'il décède en 1975.

## Œuvre

### Romans

#### SérieMartin Beck[4]
- Roseanna (AB. P. A. Norstedt & Söners Forlag, 1965) Roseanna, traduit de l'anglais par Michel Deutsch, Paris, Éditions Planète, 1970 ; traduction révisée intégrale à partir du texte original suédois, Paris, Payot & Rivages, coll. « Rivages/Noir » no 687, 2008  (ISBN 978-2-7436-1804-9) — Il s'agit du premier des dix romans de la série. On y fait la connaissance de presque tous les personnages récurrents de la série, et naturellement de celle de Martin Beck. Celui-ci, alors inspecteur principal de la police nationale est affecté au bureau des homicides et chargé d'enquêter sur la mort d'une inconnue retrouvée dénudée dans un canal.
  - Adaptation cinématographique suédoise réalisée par Hans Abramson sous le même titre en 1967.

- Mannen som gick upp i rök (1966) L'Homme qui partit en fumée, traduit de l'anglais par Michel Deutsch, Paris, Éditions Planète, 1971 ; traduction révisée intégrale à partir du texte original suédois, Paris, Payot & Rivages, coll. « Rivages/Noir » no 688, 2008  (ISBN 978-2-74361805-6) — Un homme est retrouvé mort dans un appartement des plus miteux la veille du départ en vacances de Martin Beck ; le lendemain, celui-ci doit quitter sa famille sur la petite île où ils viennent d'arriver, car il est rappelé de toute urgence à Stockholm où un fonctionnaire du ministère des Affaires Étrangères lui demande d'abandonner sa villégiature et d'enquêter immédiatement sur la disparition d'un journaliste, de l'autre côté du Rideau de fer, en Hongrie.
  - Adaptation cinématographique germano-hongro-suédois réalisée par Péter Bacsó en 1980 : Der Mann, der sich in Luft auflöste.

- Mannen på balkongen (1967) Premier titre français Elles n'iront plus au bois, Paris, Éditions Planète, 1970 ; traduction révisée intégrale à partir du texte original suédois sous le titre L'Homme au balcon, Paris, Payot & Rivages, coll. « Rivages/Noir » no 714, 2008  (ISBN 978-2-7436-1888-9) — Ce roman traite d'un sujet peu abordé dans la littérature policière de l'époque : la pédophilie. Martin Beck et son équipe traquent un violeur meurtrier de petites filles dans un Stockholm écrasé par la chaleur du début d'été. Sur le plan personnel, on voit les rapports du couple Beck se distendre de plus en plus sans que l'on sache très bien si cela est dû à l'hyperactivité de Martin au travail, ou bien s'il cherche à compenser par cette hyperactivité le désastre affectif qu'est sa vie privée.

- Den skrattande polisen (1968) Premier titre français Le Massacre de l'autobus, traduit de l'anglais par Michel Deutsch, Paris, Éditions Planète, 1970 ; traduction révisée intégrale à partir du texte original suédois sous le titre Le Policier qui rit, Paris, Payot & Rivages, coll. « Rivages/Noir » no 715, 2008  (ISBN 978-2-7436-1889-6) — Alors que toute la police de Stockholm est mobilisée pour faire face à une manifestation contre la guerre du Viêt Nam, deux de ses membres découvrent un autobus rempli de passagers arrosés à coup de pistolet mitrailleur. Parmi les victimes se trouve un policier de la brigade criminelle : Åke Stenström. Ainsi commence l'un des meilleurs romans de la série dans lequel, outre l'aspect enquête comme d'habitude impeccable, Sjöwall et Wahlöö nous donnent à voir une Suède où, sous des dehors de démocratie presque parfaite, se dissimulent les mêmes turpitudes policières et politiciennes que partout ailleurs en Europe occidentale (nous sommes en 1968).
  - Adaptation cinématographique américaine réalisée par Stuart Rosenberg en 1973 : The Laughing Policeman (en français : Le Flic ricanant ).

- Brandbilen som försvann (1969) Premier titre français Feu à Stockholm, traduit de l'anglais par Michel Deutsch, Paris, Éditions Planète, 1972 ; traduction révisée intégrale à partir du texte original suédois sous le titre La Voiture de pompiers disparue, Paris, Payot & Rivages, coll. « Rivages/Noir » no 723, 2009  (ISBN 978-2-7436-1956-5) — Quand une banale voiture de pompiers peut en cacher une autre, tout aussi banale mais qui finalement va s'avérer le nœud tenant tous les éléments de l'intrigue ! Alors qu'il est en planque devant l'appartement d'un certain Malm, ignorant totalement pourquoi on l'a placé là par une nuit glaciale, l'immeuble explose littéralement à la figure de l'inspecteur Gunvald Larsson. Les journaux témoignent que celui-ci s'est comporté en héros pour sauver la vie de plusieurs personnes. Mais voilà... si la voiture des pompiers n'avait pas temporairement disparu en cours de route, il n'y aurait probablement eu que des blessés… mais plus de roman.
  - Adaptation cinématographique suédoise réalisée par Hajo Gies en 1993 : Brandbilen som försvann.

- Polis, polis, potatismos (1970) Premier titre français Martin Beck et le meurtre du Savoy, traduit de l'anglais par Michel Deutsch, Paris, Éditions Planète, 1972 ; réédition sous le titre Vingt deux, v'là des frites !, Paris, UGE, coll. « 10/18 », coll. « Grands détectives » no 1759, 1986 ; traduction révisée intégrale à partir du texte original suédois sous le titre Meurtre au Savoy, Paris, Payot & Rivages, coll. « Rivages/Noir » no 724, 2009  (ISBN 978-2-7436-1957-2) — Un grand ponte de l'industrie est abattu dans la salle de restaurant de l'Hôtel Savoy à Malmö et le tueur peut prendre la fuite sans que personne ait le temps d'intervenir. Martin Beck, à présent chef de la brigade criminelle - et en instance de quitter sa femme - se rend dans le sud de la Suède prêter main-forte à son ami l'inspecteur-chef Per Mansson, le mâchouilleur de cure-dents parfumés à la menthe. Outre les personnages habituels, on retrouve ici les inénarrables Kvant et Kristiansson, duo plus bête que méchant et la jolie Asa Torrel, jadis fiancée du policier Åke Stenström mort dans l'attaque de l'autobus (cf. Le policier qui rit), laquelle ne va pas laisser Martin Beck complètement indifférent...

- Den vedervärdige mannen från Säffle (1971) L'Abominable Homme de Säffle, traduit du suédois par Philippe Bouquet, Paris, UGE, coll. « 10/18 », coll. « Grands détectives » no 1827, 1987 ; réédition dans une traduction révisée, Paris, Payot & Rivages, coll. « Rivages/Noir » no 754, 2009  (ISBN 978-2-7436-2027-1) — Un assassinat à la baïonnette est commis dans un hôpital. Or le mort n'est pas n'importe qui : c'est un flic, le commissaire Nyman. Qui plus est un flic gravement malade dont l'espérance de vie était des plus réduites. Au fil de son enquête, Martin Beck et ses hommes vont découvrir que le commissaire Nyman avait l'habitude d'utiliser des méthodes très... spéciales avec les suspects. Des méthodes qui cadrent mal avec l'idéologie soft de la social-démocratie suédoise, en apparence tout du moins.
Au no 34 Dalagatan (rue de Stockholm) se trouve une plaque mentionnant le roman, avec cette citation: Ici Gunvald Larsson. Dans l'immeuble au 34 Dalagatan se trouve un forcené qui tire du toit ou du dernier étage avec une arme automatique. Nous avons deux hommes à terre devant l'Institut Eastman. Lance l'alarme dans tout le centre ville[5].
  - Adaptation cinématographique suédoise réalisée par Bo Widerberg en 1976 : Mannen på Taket (en français : Un flic sur le toit).

- Det slutna rummet (1972) La Chambre close, traduit du suédois par Philippe Bouquet, Paris, UGE, coll. « 10/18 », coll. « Grands détectives » no 1865, 1987 ; réédition dans une traduction révisée, Paris, Payot & Rivages, coll. « Rivages/Noir » no 755, 2009  (ISBN 978-2-7436-2028-8) — Une femme blonde coiffée d'un grand chapeau braque une banque ; l'affaire tourne mal : elle tue accidentellement un client. Quelques jours avant, un vieil homme avait été retrouvé mort dans le petit appartement qu'il occupait. Suicide, sans le moindre doute, d'autant que la chambre du mort était fermée de l'intérieur. Sauf que Martin Beck a un doute… Et quand un élément vient relier les deux événements, le doute se transforme en évidence.
Un roman dense, à la conclusion teintée d'amoralisme renforçant un peu plus encore le côté profondément humain des personnages.
  - Adaptation cinématographique néerlando-belge réalisée par Jacob Bijl en 1993 : Beck: de gesloten kamer (en français : Beck: la chambre close).

- Polismördaren (1974) L'Assassin de l'agent de police, traduit du suédois par Philippe Bouquet, Paris, UGE, coll. « 10/18 », coll. « Grands détectives » no 1876, 1987 ; réédition dans une traduction révisée, Paris, Payot & Rivages, coll. « Rivages/Noir » no 764, 2010  (ISBN 978-2-7436-2056-1) — Une femme est assassinée dans des conditions sordides et son corps jeté dans une mare. Quelque temps après, des policiers en patrouille surprennent une bande de petits voleurs. Une fusillade éclate et un flic reste sur le carreau. Manque de chance, l'un des voleurs, pour s'enfuir, dérobe la voiture qu'il ne fallait pas.
 Où l'on voit le grand retour d'un personnage déjà rencontré par Martin Beck au détour de sa carrière ; où l'on voit aussi toute l'imbécillité de la hiérarchie policière, son goût exacerbé pour le pouvoir et sa soif de vengeance dès lors qu'un membre de l'institution a laissé sa peau pendant le service. Un livre féroce, où Maj Sjöwall et Per Wahlöö mettent en pièce le mécanisme policier ; de plus en plus pessimiste.

- Terroristerna (1975) Les Terroristes, traduit du suédois par Philippe Bouquet et Joëlle Sanchez, Paris, UGE, coll. « 10/18 », coll. « Grands détectives » no 1890, 1987 ; réédition dans une traduction révisée, Paris, Payot & Rivages, coll. « Rivages/Noir » no 765, 2010  (ISBN 978-2-7436-2057-8) — Un important et contesté sénateur américain, candidat malheureux à la Maison Blanche, se rend en visite officielle en Suède ; un commando de terroristes internationaux s'y trouve au même moment ; une jeune fille idéaliste et naïve découvre soudain que son pays n'est pas le pays de cocagne dont on lui a rebattu les oreilles… À partir de ces trois éléments, Maj Sjöwall et Per Wahlöö effectuent une autopsie brillante d'une société pas encore morte, mais pourtant déjà dans un état avancé de putréfaction. C'est sans conteste le chef-d'œuvre de la série, comme si Per Wahlöö au commencement de ce roman savait que ce serait son dernier. Les principaux personnages, sans exception, évoluent sur le fil du rasoir, prêts à basculer dans le néant. De la grande littérature.

### Articles annexes
- Maj Sjöwall et Per Wahlöö
- Martin Beck